# (7026) Gabrielasilang
(7026) Gabrielasilang ist ein im inneren Hauptgürtel gelegener Asteroid. Er wurde am 19. August 1983 von der US-amerikanischen Astronomin Eleanor Helin am Palomar-Observatorium (IAU-Code 675) in Kalifornien entdeckt. Sichtungen des Asteroiden hatte es vorher schon am 22. August 1976 unter der vorläufigen Bezeichnung 1976 QX1 am La-Silla-Observatorium in Chile und am 25. April 1979 am Krim-Observatorium in Nautschnyj (1979 HC5) gegeben.
Der mittlere Durchmesser des Asteroiden wurde mithilfe des Wide-Field Infrared Survey Explorers (WISE) mit 2,936 (± 0,076) km berechnet, die Albedo mit 0,356 (± 0,063).
Mittlere Sonnenentfernung (große Halbachse), Exzentrizität und Neigung der Bahnebene des Asteroiden ähneln grob den Bahndaten der Mitglieder der Flora-Familie, einer großen Gruppe von Asteroiden, die nach (8) Flora benannt ist. Asteroiden der Flora-Familie bewegen sich in einer Bahnresonanz von 4:9 mit dem Planeten Mars um die Sonne. Die Gruppe wird auch Ariadne-Familie genannt nach dem Asteroiden (43) Ariadne.
(7026) Gabrielasilang wurde am 8. November 2019 nach Gabriela Silang (1731–1763) benannt, der ersten philippinischen Frau, die während der spanischen Kolonisation der Philippinen eine Revolte anführte. Die Benennung nach Gabriela Silang erfolgte auf Vorschlag des philippinischen Molekularbiologen Edsel Maurice Salvaña, der von der US-amerikanischen Astrophysikerin Carrie Nugent gebeten wurde, philippinische Frauen als Namensvorschläge für Asteroidenbenennungen einzureichen. Ein weiterer auf diesem Wege benannter Asteroid ist (5749) Urduja. Der Venuskrater Gabriela hingegen war 1994 nach dem hebräischen Vornamen Gabriela benannt worden.